# ロシアの運転免許
ロシアの運転免許（うんてんめんきょ、ロシア語：Водительское удостоверение）ではロシアの運転免許制度について、記事では扱う。

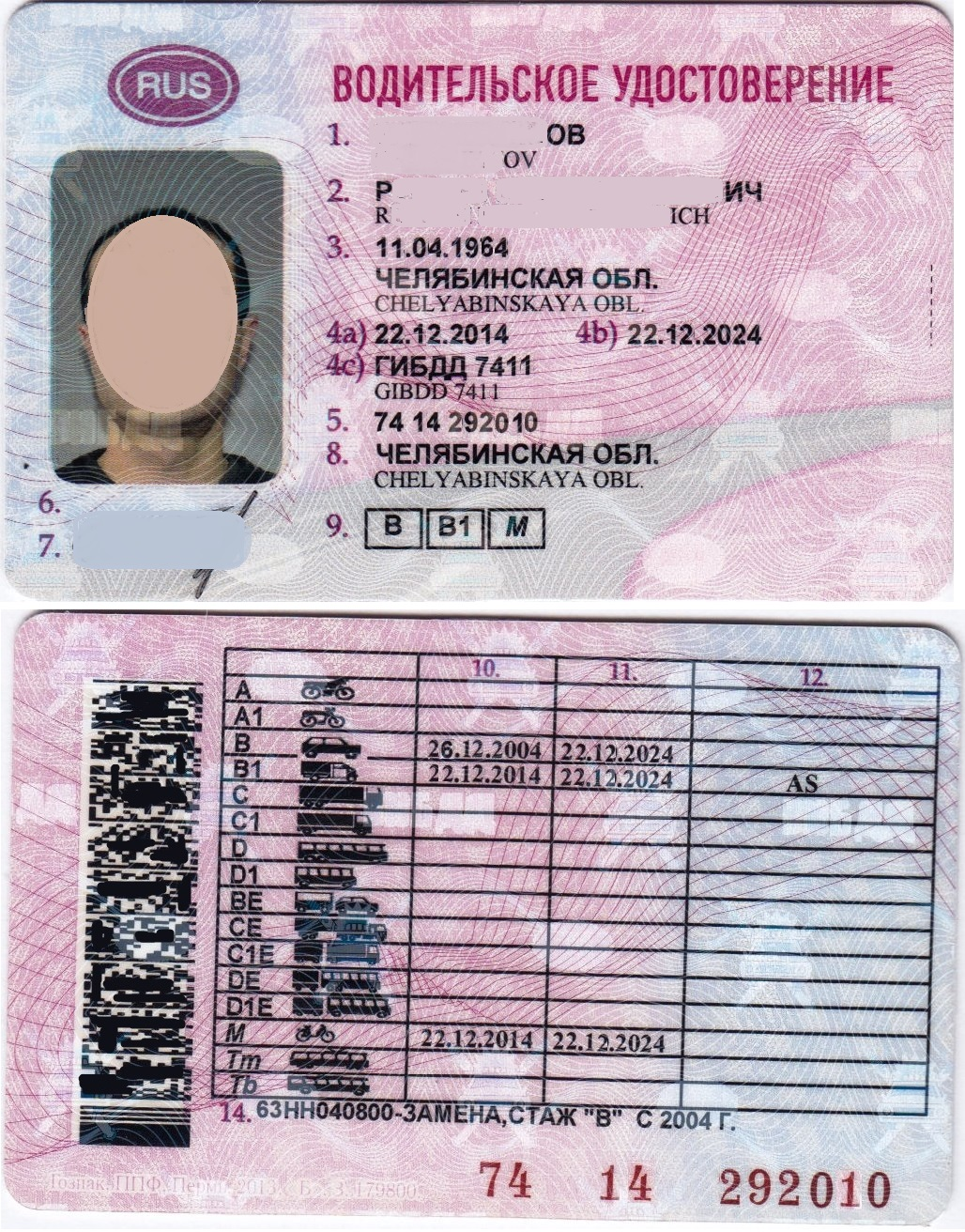
2014年に発行された免許証

## 概要
ロシアでは、一時的ないし恒常的に滞在する人は、ロシアで免許証を取得することもできるほか、国際免許を使用することもできる。
なお、ロシアのパスポートを持っている場合や、ロシアで運転手として働く場合にはロシアの免許証が必要になる。すでに他国の免許証を持っている場合は、それをロシアのものに切り替えることができる。切り替える際には、申請書、パスポート（ロシア語訳添付）、医師の証明書、自国の免許証、受験料の領収書を用意する。
免許がなく、一時居住許可を得ている場合は、ロシア市民と同じように自動車教習所で運転を学ぶことができる。教習所を卒業するまでに、平均で30,000～40,000ルーブル必要である。なお、自動車教習所に通わず、インストラクターを雇って個人で練習し、申請を出すこともできる。

## 免許試験
受験生は最初、学科試験を受けることになる。問題が20問あるが、1問しか間違えてはいけない。その次に、教習所と一般の道路での技能試験がある。なお、これらの試験に受験回数に制限はないので、何度でも受験できる。

## 免許の更新
ロシアでは、定期的に運転免許を更新する必要がある。基本的に有効期限は10年だが、個人情報の変更（氏名、住所などの変更）、紛失、免許証の破損などがあった場合は、期限が変わる。
免許証を更新するには、交通警察によって行われることが多い。居住していない地域の交通警察でも対応できる。またインターネットでも受け付けられている。
更新する場合、2000ルーブルの手数料がかかる。ただし、銀行振り込みにすると30％割引を受けることができる。インターネット受付では、1400ルーブルの支払いが必要である。